# قرار مجلس الأمن التابع للأمم المتحدة رقم 1664
قرار مجلس الأمن التابع للأمم المتحدة رقم 1664، المعتمد بالإجماع في 29 مارس 2006. بعد التذكير بالقرارات 1595 (2005) و1636 (2005) و1644 (2005)، طلب المجلس من الأمين العام كوفي عنان التشاور مع الحكومة اللبنانية بشأن إنشاء محكمة دولية لمحاكمة المسؤولين عن اغتيال رئيس الوزراء رفيق الحريري و 22 آخرين في شباط 2005.
كان اعتماد القرار 1664 بمثابة التزام المجلس بإنشاء أول محكمة تحاكم جريمة وصفتها الأمم المتحدة بأنها «إرهابية».

## القرار

## خطوات عملية
طلب أعضاء المجلس من الأمين العام والحكومة اللبنانية التشاور بشأن محكمة دولية حيث أدرك أعضاء المجلس أن اعتماد إطار قانوني للمحكمة لن يخل بالتدرج  في مكوناتها ولن يحدد توقيت بدء عملياتها مسبقًا ويكون الأمين العام مُطالَب بتقديم تقرير عن التقدم الحاصل في المفاوضات بما في ذلك خيارات التمويل.

## روابط خارجية
- نص القرار في undocs.org